# František Kryštof Vratislav z Mitrovic
Kryštof František Vratislav z Mitrovic někdy též František Kryštof (německy Christoph Franz Wratislaw von Mitrowitz, 1640/1641 – 11. května 1689) byl český šlechtic z protivínské větve rodu Vratislavů z Mitrovic. Zastával vysoké zemské úřady ve správě Českého království a v Praze nechal postavit Vratislavský palác.

## Život
Narodil se jako syn hraběte Václava Vratislava z Mitrovic (1606/1615–1660) a jeho manželky Ludmily Malovcové z Chýnova a Vimperku (okolo 1670 – asi 1697).
Studoval u jezuitů v Klementinu, během studií se seznámil s Františkem Oldřichem Kinským (1634–1699), s nímž navázal přátelský vztah a doprovázel jej na diplomatických cestách do německých zemí. Kinský byl také patronem počátku kariéry Kryštofa Františka. Stal se císařským komorníkem a přísedícím zemského soudu. V letech 1672–1684 byl zemským podkomořím královských věnných měst. Svou kariéru završil ve funkci prezidenta české komory (1681–1689). Z titulu tohoto úřadu byl zároveň členem sboru místodržících Českého království a nakonec byl v roce 1687 jmenován císařským tajným radou.

### Majetek a stavební aktivity

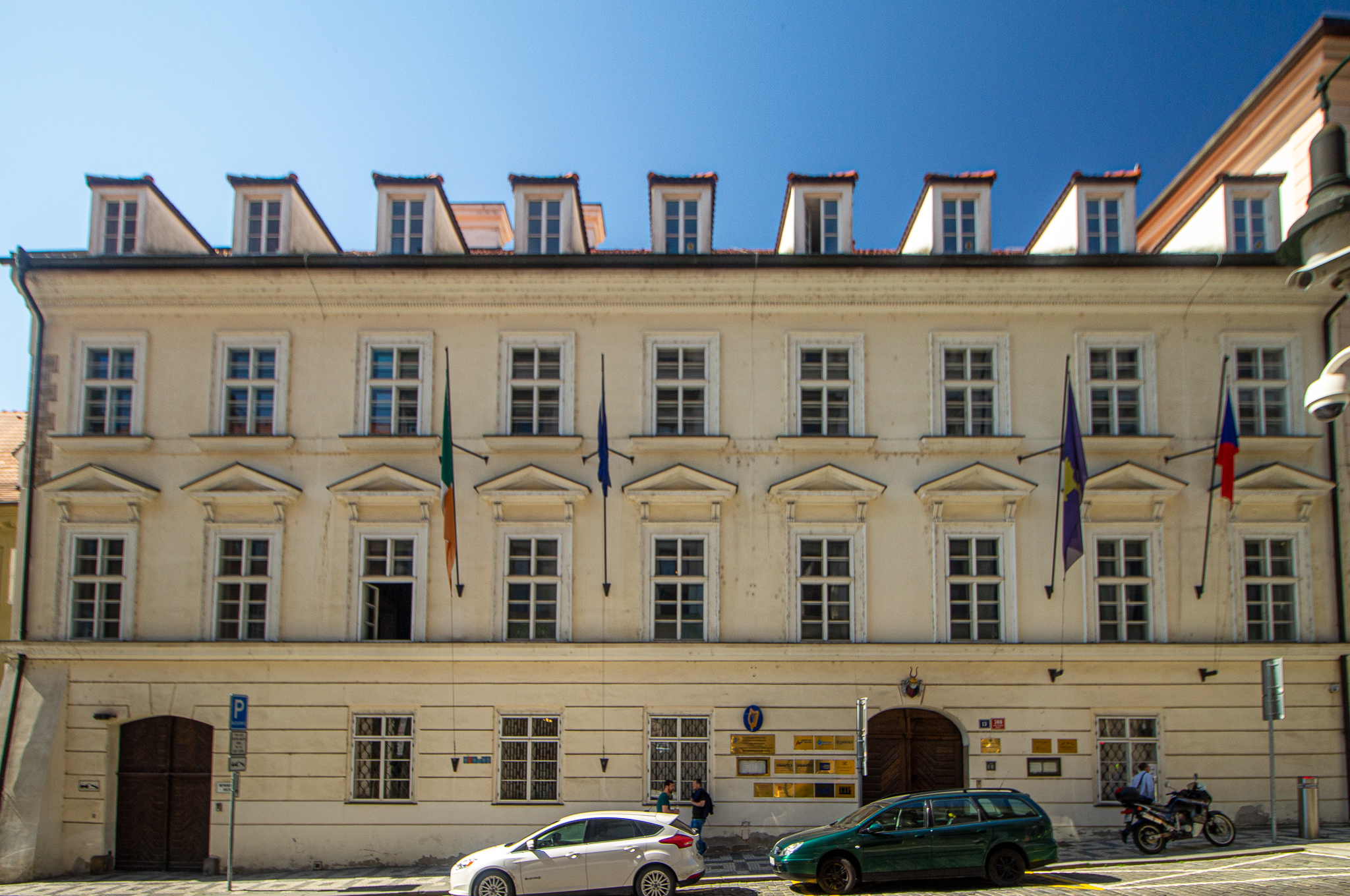
Praha-Malá Strana, Vratislavský palác

Po otci zdědil v roce 1660 panství Dírná a Zálší v jižních Čechách a Jince na Příbramsku. Nechal rozšířit zámek v Jincích, především se ale zasloužil o výstavbu honosné rezidence v Praze, kterou potřeboval jako vysoký zemský úředník. Roku 1671 zakoupil dva domy na pražském Tržišti na Malé Straně se zahradou a koncem 17. století je přestavěl na rodový palác. V letech 1675–1676 dal upravit terasy v zahradě, postavit schodiště, grottu a salu terrenu a v roce 1717 byl palác zapsán jako součást fideikomisního majetku rodu. Pro zásobování paláce koupil v roce 1685 statek s hospodářským dvorem v Malešicích (dnes součást Prahy). V Malešicích nechal v letech 1686–1689 postavit zámek podle projektu architekta Giacoma Antonia Canevalleho), kterého zároveň zaměstnával jako komorní prezident pro zemské zakázky. Rodový majetek v okolí Prahy pak rozšířil nákupem Dobřejovic. Na jihočeském panství Zálší financoval v roce 1670 přestavbu kostela sv. Štěpána v Horním Bukovsku.
Kryštof František Vratislav z Mitrovic zemřel 11. května 1689.

## Manželství a rodina
Nejpozději v roce 1669 se oženil s Marií Alžbětou, rozenou hraběnkou z Valdštejna (1645 – po 1688), dcerou Maxmiliána z Valdštejna. Tímto sňatkem získal Kryštof František vlivné a vzájemně prospěšné vazby na rodinu Valdštejnů, jeho švagry byli nejvyšší maršálek císařského dvora František Augustin z Valdštejna, diplomat Karel Ferdinand z Valdštejna nebo pražský arcibiskup Jan Bedřich z Valdštejna. Kryštof František také v letech 1670–1674 jako regent spravoval rozsáhlý majetek mnichovohradištské větve Valdštejnů za nezletilého synovce Arnošta Josefa. Z manželství s Marií Alžbětou měl pět dětí, z nichž čtyři se dožily dospělosti. Pro dcery zajistil díky protekci Ferdinanda z Ditrichštejna postavení dvorních dam ve Vídni, což jim umožnilo výběr manželských partnerů v nejvyšších kruzích.
- 1. František Josef (1669 - ?), zemřel v dětském věku[8]
- 2. Jan Václav (1670–1712), dědic panství Malešice, Dobřejovice a paláce v Praze, císařský tajný rada, komoří, diplomat, nejvyšší kancléř Českého království, velkopřevor Maltézského řádu v Čechách
- 3. Marie Josefa (1676–1737), ∞ 1695 Leopold Antonín hrabě Šlik (1663–1723), císařský tajný rada, komoří, polní maršál, nejvyšší kancléř Českého království
- 4. Marie Alžběta (1677–1732), ∞ 1706 Gundaker Ludvík hrabě z Althannu (1665–1747), císařský tajný rada, komoří, polní maršál, generální ředitel dvorských staveb
- 5. František Karel (1688–1716), dědic panství Dírná a Zálší, císařský komoří[9]